# Davy Oyen
Davy Oyen (ur. 17 lipca 1975 w Zutendaal) – belgijski piłkarz występujący na pozycji obrońcy.

## Kariera klubowa
Oyen zawodową karierę rozpoczynał w sezonie 1993/1994 w pierwszoligowym Racingu Genk. W lidze zagrał wówczas 13 razy, jednak na koniec rozgrywek jego klub zajął 18. miejsce w lidze i spadł do drugiej ligi. Wtedy Oyena na cały sezon 1994/1995 wypożyczono go pierwszoligowego Sint-Truidense VV. Potem powrócił do Genku, a w sezonie 1995/1996 awansował z nim do pierwszej ligi. W sezonie 1997/1998 wywalczył z klubem wicemistrzostwo Belgii, a także zdobył z nim Puchar Belgii.
W 1998 roku odszedł do holenderskiego PSV Eindhoven. W Eredivisie zadebiutował 8 września 1998 w wygranym 4:3 meczu z RKC Waalwijk. W PSV od czasu debiutu pełnił rolę rezerwowego. W sezonie 1998/1999 zajął z nim 3. miejsce w lidze. W 1999 roku powrócił do Belgii, gdzie został zawodnikiem Anderlechtu. Tam również był graczem rezerwowym. Przez 3,5 roku rozegrał tam 12 spotkań i zdobył jedną bramkę. Z klubem zdobył także dwa mistrzostwa Belgii (2000, 2001), dwa Superpuchary Belgii (2000, 2001) oraz Puchar Ligi Belgijskiej (2000).
W styczniu 2003 roku trafił do angielskiego Nottingham Forest. W First Division (II poziom rozgrywek) zadebiutował 22 lutego 2003 w wygranym 6:0 meczu ze Stoke City. W Nottingham przez półtora roku Oyen rozegrał 8 spotkań. W 2004 roku powrócił do Belgii i podpisał kontrakt z drugoligowym KSK Heusden-Zolder. Tam spędził dwa sezony, a potem przez kolejne dwa reprezentował barwy pierwszoligowego KSV Roeselare. Od 2008 roku jest graczem drugoligowego KVSK United.

## Kariera reprezentacyjna
W latach 1998–1999 Oyen rozegrał trzy spotkania w reprezentacji Belgii.